# یواس‌اس مک‌کی (ای‌اس-۴۱)
یواس‌اس مک‌کی (ای‌اس-۴۱) (به انگلیسی: USS McKee (AS-41)) یک زیردریایی بود که طول آن ۶۴۵ فوت ۸ اینچ (۱۹۶٫۸۰ متر) بود. این زیردریایی در سال ۱۹۸۰ ساخته شد.